# Gare de Hellvik
La gare de Hellvik  est une gare ferroviaire norvégienne de la ligne de Jær, située au village de Hellvik sur le territoire de la commune d'Eigersund. 
Mise en service en 1878, c'est une halte ferroviaire de la Norges Statsbaner (NSB). Elle est distante de 66,79 km du terminus de la gare de Stavanger.

## Situation ferroviaire
Établie à 18,1 m d'altitude, la gare de Hellvik est située sur la ligne de Jær entre les gares de Egersund et de Sirevåg.

## Histoire
La station de « Helvig » est mis en service le 1er mars 1878, elle prend le nom de Hellvik en avril 1921. Après avoir changé de statut en 1918 et 1964, elle devient une simple halte ferroviaire le 1er mai 1965.

## Service des voyageurs

### Accueil
Hellvik est une halte ferroviaire sans personnel, qui dispose d'un abri de quai pour les voyageurs.

### Desserte
Hellvik est desservi par des trains locaux en direction d'Egersund et de Stavanger.

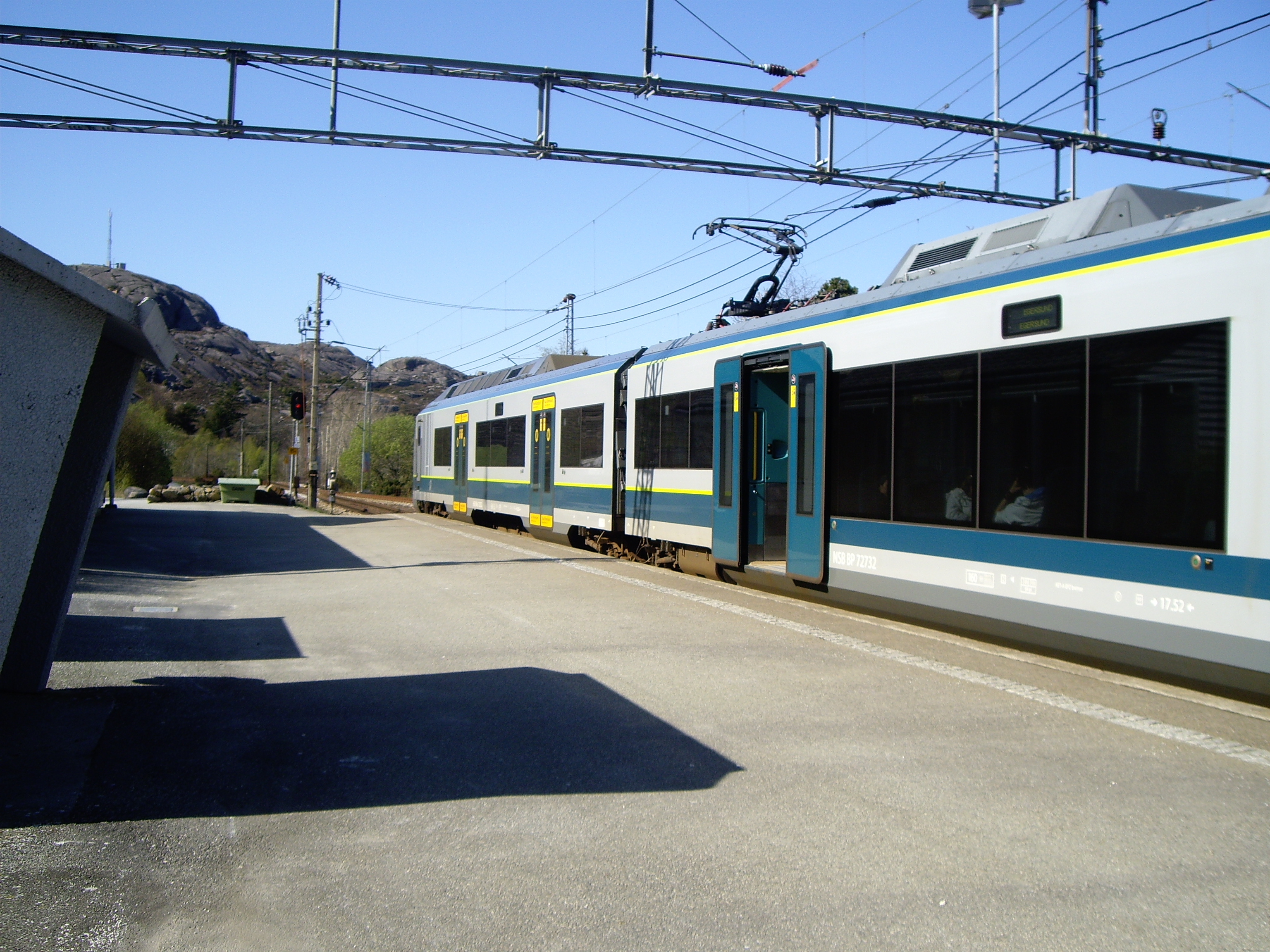
Train à Hellvik en 2007

### Intermodalité
Un parking pour les véhicules y est aménagé.